# Яни Караманов
Яни Караманов е български революционер, деец на Вътрешна македоно-одринска революционна организация.

## Биография
Караманов е роден в дедеагачкото село Балъкьой, тогава в Османската империя, днес в Гърция. Учи в Карлово, Пловдив и завършва V гимназиален клас в Одрин. Работи като търговец. Влиза във ВМОРО и в 1902 година е член на Ференския революционен комитет. В 1904 година властите го задържат, осъждат на 10 години и затварят в Одринския затвор. След Младотурската революция в 1908 година е амнистиран, но скоро след освобождаването си умира.